# Ярополч
Ярополч — давньоруське місто у Київському князівстві.

## Історія
В 970-х роках Ярополк Святославович заснував біля витоків річки Ірпінь тимчасове польове укріплення. Неподалік, на високій горі, виник замок Ярополка. З часом поблизу гори виникло поселення, назване на честь воїнів Ярополка Ярополковичами. Поселення з часом перетворилося на місто. Про нього є згадка у Літописі руському за 1160 рік: «[У] тім же році Володимир Андрійович, і Ярослав Ізяславич, і галичани побили половців межи [городами] Мунаревом і Ярополчем».
1240 року Ярополч було зруйновано монголо-татарами.
У 18 столітті біля колишнього міста Ярополч виникло село Яроповичі. Городище давнього Ярополча 9-13 століть в урочищі замок (південна околиця села) від 2001 року є пам'яткою археології національного значення.
Археологічні розкопки виявили багато залишків гончарних виробів 9-13 століть.